# Aleksa Ivić
Aleksa Ivić (1881. — 1948.), hrvatski političar i srpski povjesničar.

## Životopis
Rodio se je 1881. godine. U Beču je 1905. doktorirao slavistiku i povijest. Godine 1910. izabran za zastupnika u hrvatskom Saboru u kotaru Hrtkovcima kao pripadnik vladinovaca. Od 1912. službenik je Zemaljskog arhiva u Zagrebu. Od 1919. izvanredni, a od 1924. redovni profesor jugoslavenske diplomatske i političke povijesti na Pravnom fakultetu u Subotici. Otac je jezikoslovca Pavla Ivića.

## Krivotvorenje imena
Aleksa Ivić pamti se i po tome što je netočno prepisivao ime „Vlasi” kao „Srbi” u bečkom arhivskom gradivu o etničkim skupinama na području Hrvatske, specifično u razdoblju vlaške naseobe tijekom Habsburško-turskih ratova. Njegov arhivski rad uopće obilježava upitna točnost prijepisa, a u svojim se djelima ponavljano oslanjao na teze nastale u sklopu ambicija o Velikoj Srbiji.